# Oleksii Buriachenko
Oleksii Buriachenko (nacido el 17 de enero de 1984 en Vínnitsa) es un politólogo, abogado, analista, investigador, activista de derechos humanos y figura pública ucraniana. Es experto en gestión dentro de los sectores gubernamentales y no gubernamental y está especializado en arquitectura de seguridad global.

## Primeros años
Alexey Buriachenko nació el 17 de enero de 1984 en Vínnitsa. En 2006, se graduó con matrícula de honor de la Universidad Nacional de Derecho Yaroslav Mudryi, en la especialidad de jurisprudencia, y obtuvo el título de abogado. En 2008, completó con matrícula de honor sus estudios en el Instituto Vínnitsa de la Universidad Nacional de Comercio y Economía de Kiev, donde se especializó en finanzas y auditoría del estado y obtuvo el título de especialista en finanzas y economista-financiero.
En 2014, completó el curso de la Academia Regional de Cooperación Transfronteriza, apoyado por el Ministerio de Asuntos Exteriores de Ucrania, la Embajada de Alemania en Ucrania y el Instituto Ucraniano de Política Internacional. Ese mismo año, terminó el curso de Derechos Humanos y Compromiso Cívico impartido por la Fundación Nacional para la Democracia (NED, por sus siglas en inglés) y la Unión Ucraniana de Helsinki para los Derechos Humanos.
En 2015, completó el curso de Escuela Civil y Política centrado en las relaciones internacionales y la geopolítica, junto con el curso de Formación de Formadores de la Fundación Nacional para la Democracia, obteniendo la certificación de formador en educación política.
Al año siguiente, finalizó el programa Taller de Política Europea del Instituto de Educación Política y el programa de la Escuela de Solidaridad Euroatlántica del Centro de Información y Documentación de la OTAN. Además, en 2018, completó un curso educativo certificado sobre los Aspectos Contemporáneos de la Salud Pública patrocinado por USAID, PEPFAR y Deloitte.

## Trayectoria profesional
Entre 2007 y 2016, Buriachenko impartió clases en varias universidades de Ucrania, abarcando materias como ciencias políticas, jurisprudencia, derecho médico y derecho farmacéutico. Entre 2015 y 2016, fue invitado por los reclutas de la Policía Nacional como conferenciante sobre temas de derechos humanos, constitucionalismo, Estado de Derecho y colaboración entre las fuerzas de seguridad y la sociedad civil.

## Servicio al Gobierno
Desde 2017, Buryachenko ha estado trabajando en el servicio público. Ha ocupado cargos como primer jefe adjunto de la administración del distrito de Podil, en la provincia de Odesa, y más tarde como primer jefe adjunto de la administración del distrito de Lipovodolinsky, en la provincia de Sumy.  Participó en cuestiones de cooperación transfronteriza y en la implementación de reformas de descentralización.
En 2018, pasó a ser miembro del Comité del Programa del Consejo Nacional sobre Tuberculosis y VIH/sida del Ministerio de Sanidad de Ucrania.
Entre 2017 y 2018, fue Director del Centro Regional de Salud Pública de Sumy. Dirigió el desarrollo del Programa Regional Estándar de Salud Pública para el Ministerio de Salud de Ucrania.
En 2018, participó en la ejecución de proyectos respaldados por el Fondo Mundial de Lucha contra el sida, la Tuberculosis y la Malaria.

## Actividades políticas
Buriachenko fue uno de los fundadores del partido ucraniano Poder del Pueblo. En 2015, se convirtió en jefe de la organización regional de Vínnitsa del partido.
Dirigió la campaña electoral del partido en la región de Vínnitsa para el Parlamento de Ucrania en 2014.
En 2017, suspendió su militancia en el partido debido a su nombramiento como Primer Jefe Adjunto de la Administración del Distrito de Podil en el Óblast de Odesa.

## Actividades de asesoramiento y peritaje institucional
Desde 2014, Buryachenko ha sido un experto que contribuye al desarrollo de iniciativas legislativas, incluidos proyectos para la transparencia de la gobernanza, recomendaciones para la formación de la policía de patrulla, el proyecto de ley "Sobre la Financiación Estatal de los Partidos Políticos", y el desarrollo y la ejecución de programas de formación sobre una mejor regulación de las políticas públicas.

## Actividades públicas
En 2017, Buryachenko participó en la creación del Instituto de Educación Nacional-Patriótica de la Juventud "Defensa de la Patria", consolidando el sistema de educación nacional-patriótica para la juventud.
Asimismo, en 2019, estuvo entre los iniciadores y promotores de la plataforma "Diálogo de Unidad", destinada a fortalecer la cooperación entre los sectores gubernamental y no gubernamental para abordar cuestiones relativas a la emigración de los ucranianos y la protección de los derechos de los ciudadanos en el extranjero.
Desde 2014, participa regularmente en programas de radio y televisión en plataformas de radio y televisión como experto invitado en asuntos políticos.
Buryachenko ocupa el cargo de Director Ejecutivo de la asociación de órganos de autogobierno local "Asociación Internacional de Pequeñas Comunidades." 

## Trabajo Académico
Desde 2016, se dedica a la investigación científica, centrándose en la arquitectura de seguridad global y estudiando las reputaciones de los partidos políticos en Ucrania, así como las características de formación y actualización de la cultura política de la sociedad ucraniana.

## Publicaciones
- La Guerra Ruso-Ucraniana como Factor de Perturbación y Evolución del Equilibrio de Seguridad Global. Politicus. Problemas Políticos de los Sistemas Internacionales y el Desarrollo Global. 2023, número 2[25]
- Crisis del Sistema de Seguridad Internacional: Incapacidad del Consejo de Seguridad de la ONU. Documentos Científicos de la Academia Interregional de Gestión de Personal. Ciencias Políticas y de la Administración Pública. 2023, número 2 (68)[26]
- Democracia vs Autocracia Frente a la Guerra Ruso-Ucraniana. Boletín de Ciencias Políticas "NTUU" KPI". Sociología. Derecho. 2023, número 2 (58)[27]
- Buryachenko O. V., Pokhilo I. D., Hodnii S. P. El Lobby Oligárquico como Reflejo de la Reputación de un Partido Político. S.P.A.C.E. : Sociedad, Política, Administración en Europa Central.[28]
- Buryachenko O. V., Kornienko V. O. Capital Reputacional de los Partidos Políticos Ucranianos : Krok, Ternopil, 2017.[29]
- Buryachenko O. V., Kornienko V. O. La Reputación de un Partido Político: Esencia y Factores de Formación. Pereyaslav-Khmelnytsky, 2017, número 42[30][31]
- "Capital Humano" como Base para la Formación de la Reputación de un Político Moderno. VNTU. 2017, Vinnytsia.
- Aspectos Comunicativos en la Formación de la Reputación de un Partido Político. Revista Científica de la Universidad Pedagógica Nacional Dragomanov. Número 24. 2018[32]
- La Cultura y la Conciencia Políticas como Factores en la Formación de la Reputación de un Partido Político. Publicación Científica: Estudios Regionales. No. 13. Uzhhorod, 2018
- Buryachenko O. V., Kornienko V. O., Denysiuk S. H. Ideología de Partido: ¿Sistema de Valores o Síndrome de "Catatonia Social"? Ediciones Hileya. 2017. Número 117 (2)[33]
- La Reputación de un Partido Político: Componentes Estructurales y Funciones Socialmente Significativas. Ediciones Hileya, 2018. Número 135 (8)
- Institucionalización de los Partidos Políticos Ucranianos como Factor de Creación de una Reputación Positiva. Ediciones Hileya, 2018. Número 137 (10)[34]
- La Reputación de un Partido Político: Principales Enfoques para su Comprensión. Studia Politologica Ucraino-Polona. Número 8. 2018
- Buryachenko O. V., Kornienko V. O., Antemyuk V. D. Imagen y Reputación de un Partido Político: Bases Axiológicas y Vías de Optimización. Monografía. Vinnytsia: VNTU, 2018[35]
- Buryachenko O. V., Kornienko V. O. La Reputación como Factor de la Competencia Interpartidaria. Soluciones Innovadoras en la Ciencia Moderna. Dubái : 2017. No. 5 (14)
- Reputación e Imagen del Líder de un Partido: Coordinación y Subordinación de Conceptos. Ternopil: Krok, 2018
- La Reputación del Partido en el Sistema de Diseño Político Unificado. Vinnytsia: VNTU, 2018[36]
- La Reputación de un Partido Político como Analogía de la Imagen del Poder. Vinnytsia: VNTU. 2019.